# 사하로프상

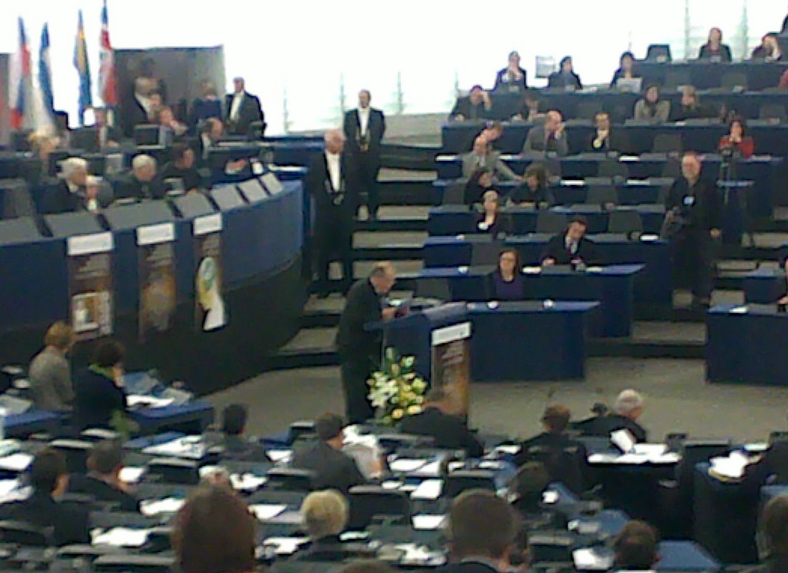
2009년에 열린 사하로프상 시상식

사하로프상(~賞, Sakharov Prize)은 유럽 의회가 인권과 자유 수호에 커다란 공헌을 한 개인이나 단체에 수여하는 상이다. 1988년 12월 소련의 핵물리학자이자 반체제 인사인 안드레이 사하로프를 기념하기 위해 제정하였다.
사하로프상은 세계 인권 선언일인 매년 12월 10일 전후에 수여되는데 이는 세계 인권 선언이 1948년 유엔 총회에서 통과된 것을 기념하는 날이다.

## 수상자
- 1988년 - 넬슨 만델라 (남아프리카 공화국), 아나톨리 마르첸코 (소련, 사후 추서)
- 1989년 - 알렉산데르 둡체크 (체코슬로바키아)
- 1990년 - 아웅산수찌 (미얀마): 아웅산수찌는 2013년에 미얀마 정부의 가택 연금 조치가 해제된 지 15년 만에 사하로프상을 수상했다. 유럽 의회는 2020년에 미얀마에서 일어난 로힝야족 집단 박해에 대한 책임을 물어 아웅산수찌를 사하로프상 공동체에서 제외한다고 밝혔으나 수상 자체를 취소하지는 않았다.
- 1991년 - 아뎀 데마치 (유고슬라비아 사회주의 연방공화국)
- 1992년 - 5월 광장의 어머니회 (아르헨티나)
- 1993년 - 오슬로보데니예 (보스니아 헤르체고비나)
- 1994년 - 타슬리마 나스린 (방글라데시)
- 1995년 - 레일라 자나 (터키)
- 1996년 - 웨이징성 (중국)
- 1997년 - 살리마 게잘리 (알제리)
- 1998년 - 이브라힘 루고바 (유고슬라비아 연방 공화국)
- 1999년 - 샤나나 구스망 (동티모르)
- 2000년 - 바스타 야 (스페인)
- 2001년 - 누리트 펠레드 엘하난 (이스라엘), 이자트 가자위 (팔레스타인), 자카리아스 카뭬뉴 (앙골라)
- 2002년 - 오스왈도 파야 (쿠바)
- 2003년 - 코피 아난 (가나), 유엔
- 2004년 - 벨라루스 언론인 협회 (벨라루스)
- 2005년 - 백의의 여인회 (쿠바), 국경 없는 기자회, 하우와 이브라힘 (나이지리아)
- 2006년 - 알략산다르 밀린케비치 (벨라루스)
- 2007년 - 살리 마무드 오스만 (수단)
- 2008년 - 후자 (중국)
- 2009년 - 메모리알 (러시아)
- 2010년 - 기예르모 파리냐스 (쿠바)
- 2011년 - 아스마 마푸즈 (이집트), 아메드 알세누시 (리비아), 라잔 자이투네 (시리아), 알리 파르자트 (시리아), 모하메드 부아지지 (튀니지, 사후 추서)
- 2012년 - 나스린 소투데, 자파르 파나히 (이란)
- 2013년 - 말랄라 유사프자이 (파키스탄)
- 2014년 - 드니 무퀘게 (콩고 민주 공화국)
- 2015년 - 라이프 바다위 (사우디아라비아)
- 2016년 - 나디아 무라드, 라미야 아지 바샤르 (이라크)
- 2017년 - 베네수엘라 민주주의 야권 세력 (베네수엘라)
- 2018년 - 올레흐 센초우 (우크라이나)
- 2019년 - 일함 토흐티 (중국)
- 2020년 - 벨라루스 민주주의 야권 세력 (벨라루스)
- 2021년 - 알렉세이 나발니 (러시아)
- 2022년 - 우크라이나 국민
- 2023년 - 마흐사 아미니 (이란, 사후 추서), 여성, 삶, 자유(마흐사 아미니 시위) 활동가

## 같이 보기
- 노벨 평화상